# Nicarete melanura
Nicarete melanura är en skalbaggsart som först beskrevs av Francis Polkinghorne Pascoe 1886.  Nicarete melanura ingår i släktet Nicarete och familjen långhorningar.
Artens utbredningsområde är Madagaskar. Inga underarter finns listade i Catalogue of Life.